# Maltas parlament
Maltas parlament (engelska: Parliament of Malta, maltesiska: Parlament ta' Malta) är den lagstiftande församlingen på Malta och består enligt Maltas konstitution av presidenten och representanthuset (engelska: House of Representatives, maltesiska: Kamra tad-Deputati). Parlamentets lagstiftande makt utgår från representanthuset, som antar ett lagförslag, och presidenten som bifaller lagförslaget.
Parlamentet sammanträder i landets huvudstad Valletta i Maltas parlamentshus.

## Representanthuset
Representanthuset utgör del av parlamentet och är en folkvald församling vars arbete leds av talmannen. En av representanthusets uppgifter är att utse landets president som har en mandatperiod på fem år. Samtliga medlemmar av en maltesisk regering, inklusive premiärministern, måste vara ledamöter av representanthuset. Talmannen behöver inte vara ledamot av representanthuset. Om talmannen inte är ledamot när denne blir vald, blir talmannen ledamot av representanthuset ex officio.
Ledamöter av representanthuset väljs på  femåriga mandatperioder och väljs proportionellt med valsystemet enkel överförbar röst. Antalet valkretsar och ledamöter per valkrets bestäms genom lag. Antalet ledamöter måste enligt konstitutionen vara ojämnt och antalet måste gå att dela med antalet valkretsar (engelska: Electoral Division, maltesiska: Distretti Elettorali), som får vara minst nio och högst femton till antalet. En valkrets i sin tur ska ha minst fem och högst sju ledamöter var. Enligt en lag från 27 september 1991 (General Elections Act Cap. 354) så uppgår antalet valkretsar till tretton. Varje valkrets utser fem ledamöter var så att det totala antalet ledamöter blir 65. I valet 2013 valdes 69 ledamöter, då Partit Nazzjonalista tilldelades fyra extra mandat för att antalet ledamöter bättre skulle motsvara andelen röster som partiet fick sett över hela landet. När parlamentet höll sitt första sammanträde efter valet valdes dessutom en talman utifrån så att antalet ledamöter i parlamentet ökade till 70. I november 2016 meddelade Maltas högsta domstol att Partit Nazzjonalista skulle tilldelas två extra mandat på grund av felaktigheter vid sammanräkning av röster i den 8:e och 13:e valkretsen.